# جون كوين (رجل أعمال)
جون كوين (بالإنجليزية: John Quinn)‏ هو شخصية أعمال أمريكي، ولد في 1 أبريل 1908 في كولومبوس في الولايات المتحدة، وتوفي في 20 سبتمبر 1976.